# Craig Parker
Craig Parker (Suva, Fiji, 12 de novembre de 1970), és un actor neozelandès. Ha viscut al Regne Unit durant un cert temps, però viu ara a Nova Zelanda.

## Biografia
Parker interpreta al començament dels anys 2000 el paper de Haldir, un elf sota els ordres de Galadriel i Celeborn, a la saga El Senyor dels Anells. De 2008 a 2010, fa el paper de Darken Rahl a la sèrie de televisió americana Legend of the Seeker. Apareix també en el paper de Gaius Claudius Glaber a la sèrie de televisió Spartacus, produïda per Sam Raimi i Rob Tapert.
Encarna des de 2013 Lord Narcisse a la sèrie de televisió Reign. Craig Parker és un actor molt famós a Nova Zelanda.

## Filmografia

### Cinema

#### Curts
- 1996: Man Made

#### Llargmetratges
- 1993: Mother Tongue: Daniel Rosen
- 2000: No One Can Hear You de John Laing: diputat Henley
- 2001: El Senyor dels Anells: La Germandat de l'Anell (The Lord of The Rings: The Fellowship of the Ring) de Peter Jackson: Haldir de Lórien
- 2002: El Senyor dels Anells: Les dues torres (The Lord of the Rings: The Two Towers) de Peter Jackson: Haldir de Lórien
- 2006: Weekend Lovers de Chaitan Kit Shah i Kiran Shah: Matt
- 2009: Underworld: Rise of the Lycans de Patrick Tatopoulos: Sabas

### Televisió

#### Telefilm
- 1989: Hotshots: Nicholas Paget
- 1991: Gold: Stanley Smith
- 1999: Scared Scriptless: ell mateix
- 2002: Intrepid Journeys: Nepal
- 2006: Something about Dalai: Narrador
- 2010: Radiradirah: Príncep John
- 2011: Ice Captain: Frank Worsley
- 2011: Waitangi: What Really Happened: Freeman
- 2011: Shackleton's Captain: Frank Worsley

#### Sèries de televisió
- 1987: Gloss: Justin Grieg
- 1992 i 1993 – 1996 i 2007 – 2008: Shortland Street: Guy Warner
- 1993: The Tommyknockers: estudiant Bartender
- 1996: City Life: Seth
- 1997 - 1998: Xena, la guerrera: Príncep Sarpedon
  - (temporada 2, episodi 16: La Campaneta
  - (temporada 4, episodi 10: La Clau del regne
- 1998: Young Hercules: Lucius
  - (temporada 1, episodi 24: El Fill preferit)
  - (temporada 1, episodi 17: L'Escola de l'odi)
- 1999: A Twist in the Tale: Larry Sharpe (temporada 1, episodi 02: A Crack in Time)
- 2003: Power Rangers: Ninja Storm: Mad Magnet & Motodrone
- 2001-2004: Mercy Peak: Alistair Kingsley
- 2005: Power Rangers: Space Patrol Delta: Narrador
- 2008-2010: Legend of the Seeker: Darken Rahl
- 2009: Diplomatic Immunity: Leighton Mills
- 2010-2012: Spartacus: Glaber
- 2013: NCIS: Vassili Comescu (temporada 5, episodi 4)
- 2014: Sleepy Hollow: Coronel Tarleton (temporada 1, episodi 06)
- 2014: NCIS:: Major Richard Huggins, oficial consell del JAG (temporada 11, episodi 22)
- 2014-2017: Reign: Stéphane Narcisse (des de la temporada 2)
- 2018: Marvel: Els Agents Del Shield: Taryan Kasius (temporada 5, 3 episodis)

### Teatre
- MacBeth (1991), Malcolm
- Weed (1992), Hugh
- The Seagull (1994), Constantin
- Arcadia (1997), Valentine Coverly
- Wind in the Willows (1998–1999), Mole
- Theatre Esports (1999)
- Amy's View (1999), Dominic Tyghe
- Rosencrantz and Guildenstern Are Dead (2001), Rosencrantz
- The Judes Kiss (2001), Robert Ross
- The Rocky Horror Show (2002–2003) Remake, Narrador
- Serial Killers (2005), Matt
- Glide Time (2006), John
- The Pillowman (2007), Katurian Katurian Katurian